# فيكتور فونغ
فيكتور فونغ (بالصينية: 馮國經) (و. 1945 – م) هو رائد أعمال، من جمهورية الصين الشعبية، ولد في هونغ كونغ.

## التعليم
تعلم في معهد ماساتشوست للتكنولوجيا، وكلية هارفارد للأعمال، وجامعة هارفارد.

## مناصب وهيئات
أدار جامعة هارفارد.

## جوائز
حصل على جوائز منها:
- وسام غراند باوهينيا (الصين)
- نجمة بواهينيا الذهبية [الإنجليزية]‏
- وسام مئوية هارفارد.